# Thérèse-De Blainville
Ne doit pas être confondu avec Thérèse-De Blainville (circonscription fédérale).
 Thérèse-De Blainville est une municipalité régionale de comté (MRC) du Québec (Canada) située dans la région des Laurentides. Elle s'étend sur 203 km2 et comptait 147 403 habitants, au 1er janvier 2009. Ses MRC voisines sont La Rivière-du-Nord, Mirabel et Deux-Montagnes.  Elle est nommée en l'honneur de Marie-Thérèse Dugué de Boisbriand.

## Géographie

### Entités territoriales
La MRC est constituée de sept municipalités locales.
| Nom                     | Statut | Population 2021 | Superficie (km2) | Densité (h/km2) | Ref. |
| ----------------------- | ------ | --------------- | ---------------- | --------------- | ---- |
| Blainville              | Ville  | 59 819          | 55,5             | 1 077,82        |      |
| Bois-des-Filion         | Ville  | 10 159          | 4,9              | 2 073,27        |      |
| Boisbriand              | Ville  | 28 308          | 29,5             | 959,59          |      |
| Lorraine                | Ville  | 9 502           | 6,02             | 1 578,41        |      |
| Rosemère                | Ville  | 14 090          | 12,2             | 1 154,92        |      |
| Sainte-Anne-des-Plaines | Ville  | 15 221          | 94,4             | 161,24          |      |
| Sainte-Thérèse          | Ville  | 26 533          | 9,4              | 2 822,66        |      |
| Total                   | Total  | 163 632         | 211,9            | 772,21          |      |

## Démographie
| 1986   | 1991    | 1996    | 2001    | 2006    | 2011    | 2016    | 2021    |
| ------ | ------- | ------- | ------- | ------- | ------- | ------- | ------- |
| 79 744 | 104 693 | 119 240 | 130 514 | 143 355 | 154 144 | 157 103 | 163 632 |

## Administration
| Période                                  | Période | Identité          | Étiquette                | Qualité |
| ---------------------------------------- | ------- | ----------------- | ------------------------ | ------- |
| 1982                                     | 1987    | Jean Blanchard    | Maire de Sainte-Thérèse  |         |
| 1987                                     | 1994    | Michel Gagné      | Maire de Boisbriand      |         |
| 1994                                     | 2002    | Yvan Deschênes    | Maire de Rosemère        |         |
| 2002                                     | 2005    | Robert Poirier    | Maire de Boisbriand      |         |
| 2005                                     | 2005    | Pierre Gingras    | Maire de Blainville      |         |
| 2005                                     | 2017    | Paul Larocque     | Maire de Bois-des-Filion |         |
| 2017                                     | 2021    | Richard Perreault | Maire de Blainville      |         |
| Les données manquantes sont à compléter. |         |                   |                          |         |